# Associatie van duindoorn en liguster
De associatie van duindoorn en liguster (Hippophao-Ligustretum vulgaris), kortaf duindoorn-ligusterstruweel, is een associatie uit het verbond van liguster en duindoorn (Ligustro-Hippophaion rhamnoidis). Het is een plantengemeenschap die voorkomt in matig kalkrijke duinen, en die gekenmerkt wordt door een laagblijvende, open tot dichte struiklaag met dominantie van wilde liguster, duindoorn en egelantier.
Deze associatie is in Nederland en Vlaanderen vrij algemeen in de kustduinen.

## Naamgeving en codering
| Hippophao-Sambucetum Boerb. 1960 |

- Syntaxoncode voor Nederland (rVvN): r38Ab01
- BWK-karteringscode: sd
- Natura2000-habitattypecode (EU-code): H2160
- Corine-code: 16.251 Sea-buckthorn dune thickets p.p.; 16.252 Mixed dune thickets p.p.

De wetenschappelijke naam Hippophao-Ligustretum vulgaris is afgeleid van de botanische namen van de dominante soorten van de associatie, de duindoorn (Hippophae rhamnoides) en de wilde liguster (Ligustrum vulgare).

## Fysiognomie
De associatie van duindoorn en liguster vormt een open tot zeer dicht, tot twee meter hoog struweel, in de regel lager dan de verwante associatie van duindoorn en vlier. De struiklaag is goed ontwikkeld, de kruidlaag is zeer variabel, en dit zowel in bedekking als in soortendiversiteit, afhankelijk van de leeftijd en dichtheid van het struweel en het vochtgehalte van de bodem. Bomen ontbreken, en de moslaag is weinig soortenrijk.

## Ecologie
De associatie van duindoorn en liguster komt voor op matig tot kalkrijke, soms zelfs ontkalkte, droge tot vochtige zandbodems met een dunne A1-horizont. De standplaatsen zijn in de regel minder kalkrijk en minder humusrijk dan die van de verwante associatie van duindoorn en vlier.

### Ontstaan en successie
De associatie van duindoorn en liguster ontwikkelt zich uit de zeereep-vegetaties van de helm-associatie, uit de pioniersgraslanden van de duinsterretjes-associatie of vanuit de duingraslanden van de duin-paardenbloem-associatie, en dat door onvoldoende begrazing van onder andere konijnen. Deze evolutie gaat meestal ten koste van de grote soortendiversiteit van deze graslanden.
Naarmate de bodem verder ontkalkt en verzuurd, worden de duindoorn-struwelen minder vitaal. Voor een goede werking van de stikstoffixatie in de wortelknolletjes van de duindoorn is immers een neutrale of licht basische bodem noodzakelijk. Op een verzuurde bodem verdwijnt de duindoorn ten voordele van een ruigten van de wilgenroosje-associatie.
Ook kan in matig ontkalkte binnenduinen door de geleidelijke toename van de humus in de bodem het duindoornstruweel evolueren naar een associatie van wegedoorn en eenstijlige meidoorn of naar een meidoorn-berkenbos.
Door een toename van de begrazing wordt het struweel teruggedrongen en kunnen terug duingraslanden van de duin-paardebloem-associatie ontstaan.

## Subassociaties in Nederland en Vlaanderen
Van de associatie van duindoorn en liguster komen in Nederland en Vlaanderen twee subassociaties voor, die wijzen op verschillen in het vochtgehalte van de bodem.

### Typische subassociatie
De typische subassociatie (Hippophao-Ligustretum typicum) zoals hieronder beschreven, die vooral voorkomt in jonge, open duindoornstruwelen. De syntaxoncode voor Nederland is r38Ac02a.

### Subassociatie met koninginnekruid
Een subassociatie met koninginnekruid (Hippophao-Ligustretum eupatorietosum) omvat struwelen op vochtige standplaatsen, met als differentiërende soort het koninginnekruid (Eupatorium cannabinum) maar ook met kale jonker, watermunt en gestreepte witbol. De syntaxoncode voor Nederland is r38Ac02b.

## Vegetatiezonering
In de vegetatiezonering wordt de associatie van duindoorn en liguster vaak in contact aangetroffen met zoomvegetatie van de associatie van parelzaad en salomonszegel.
Als microgemeenschap kunnen soortenrijke vormen van de boomsterretje-associatie voorkomen op (vooral vochtige stammen en takken van) vlier in oudere vormen van het struweel. 

## Verspreiding
Het verspreidingsgebied van de associatie van duindoorn en liguster omvat de Atlantische kusten van Zuidwest-Frankrijk tot op de Oost-Friese Waddeneilanden, langs de kusten van Groot-Brittannië en langs de Oostzeekust.
In Nederland is ze algemeen in kalkrijke duinen.
Ook in Vlaanderen komt deze associatie vrij algemeen voor langs de kust, met grote oppervlaktes in de grote valleien van de Westkust, onder andere in de Westhoek, de Houtsaegerduinen en de Doornpanne.

## Diagnostische taxa voor Nederland en Vlaanderen

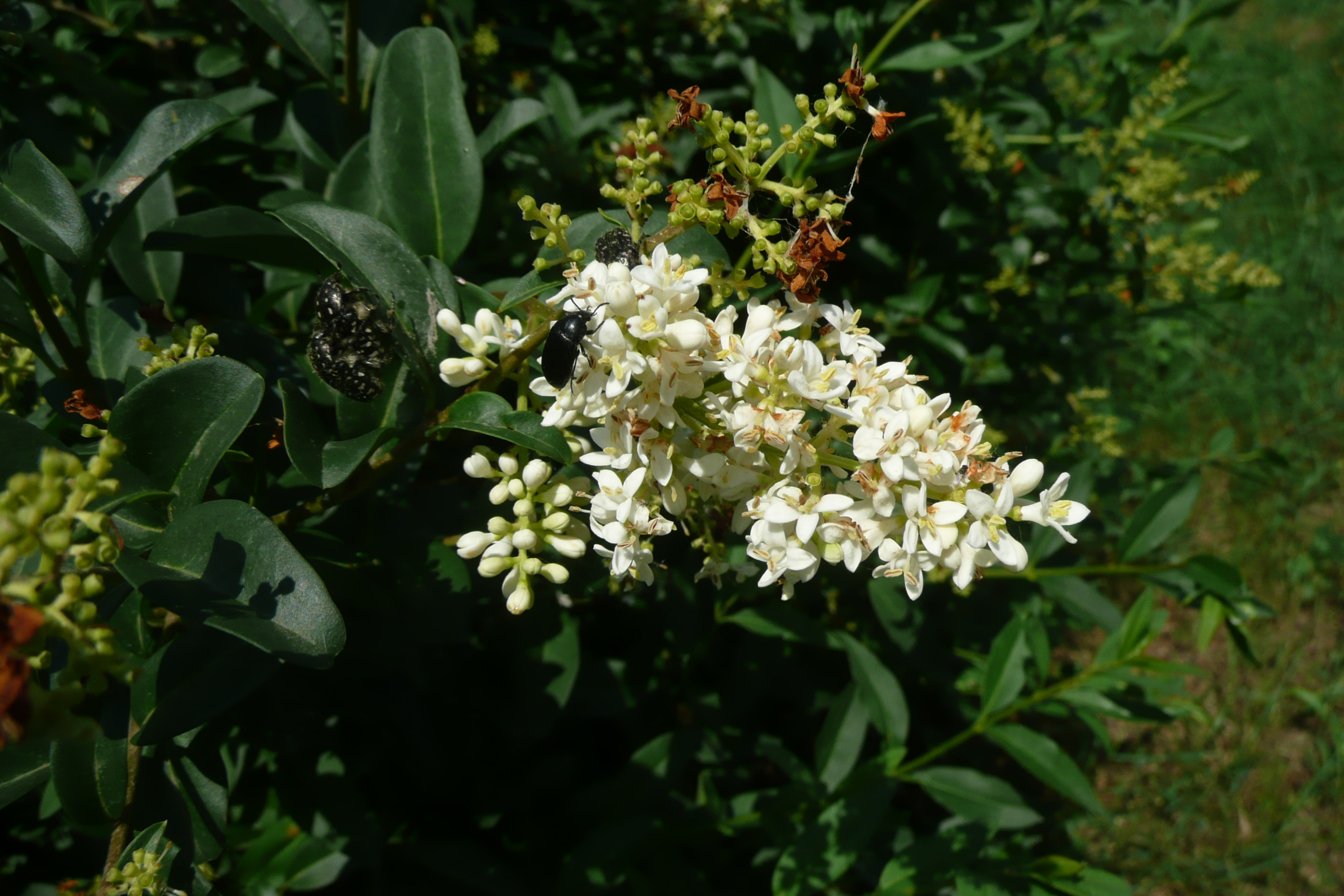
Wilde liguster

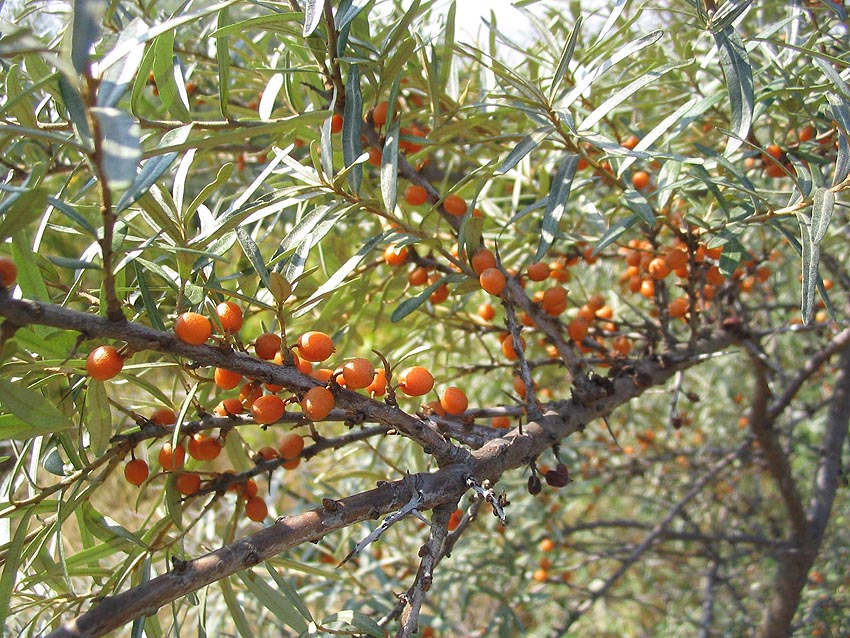
Duindoorn

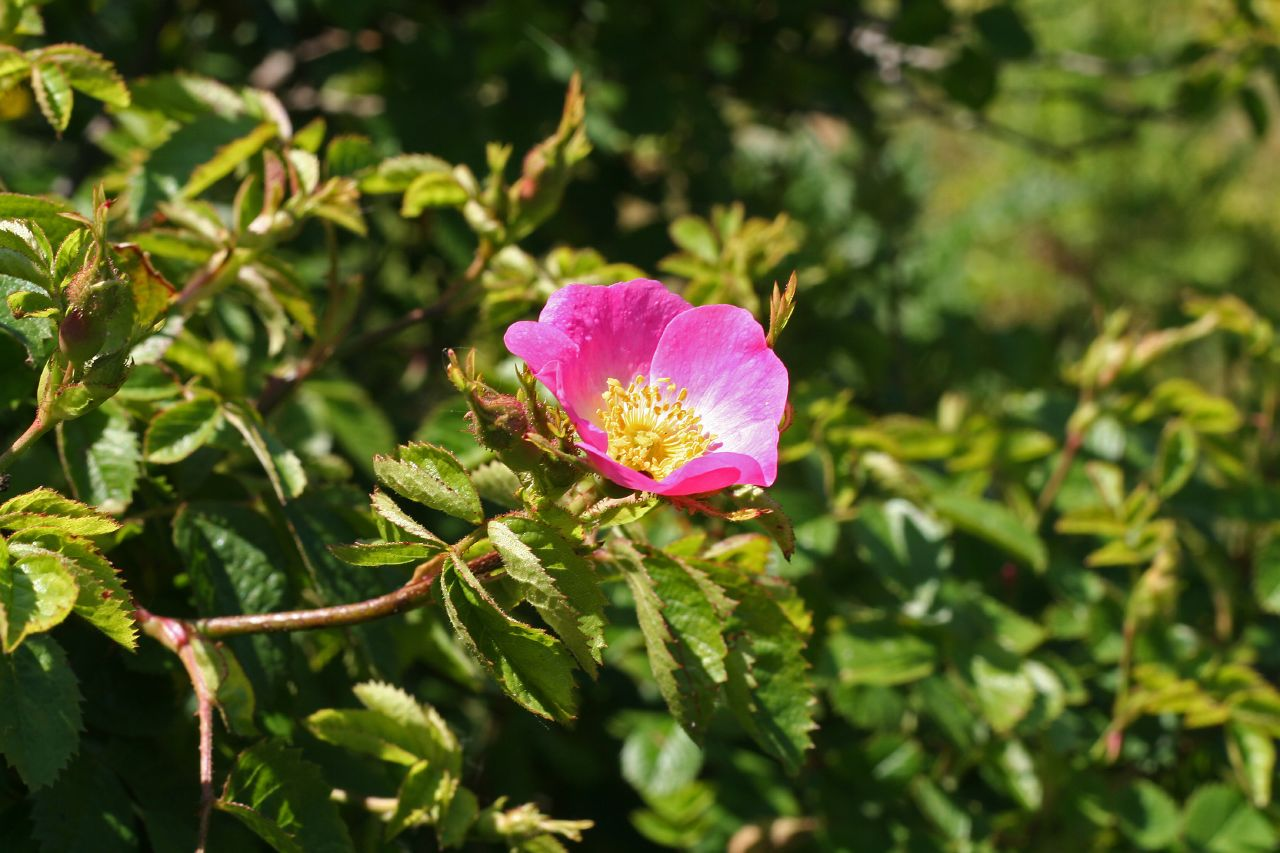
Egelantier

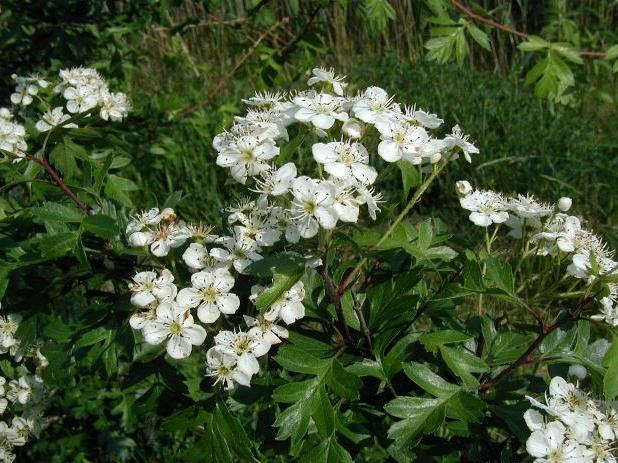
Eenstijlige meidoorn

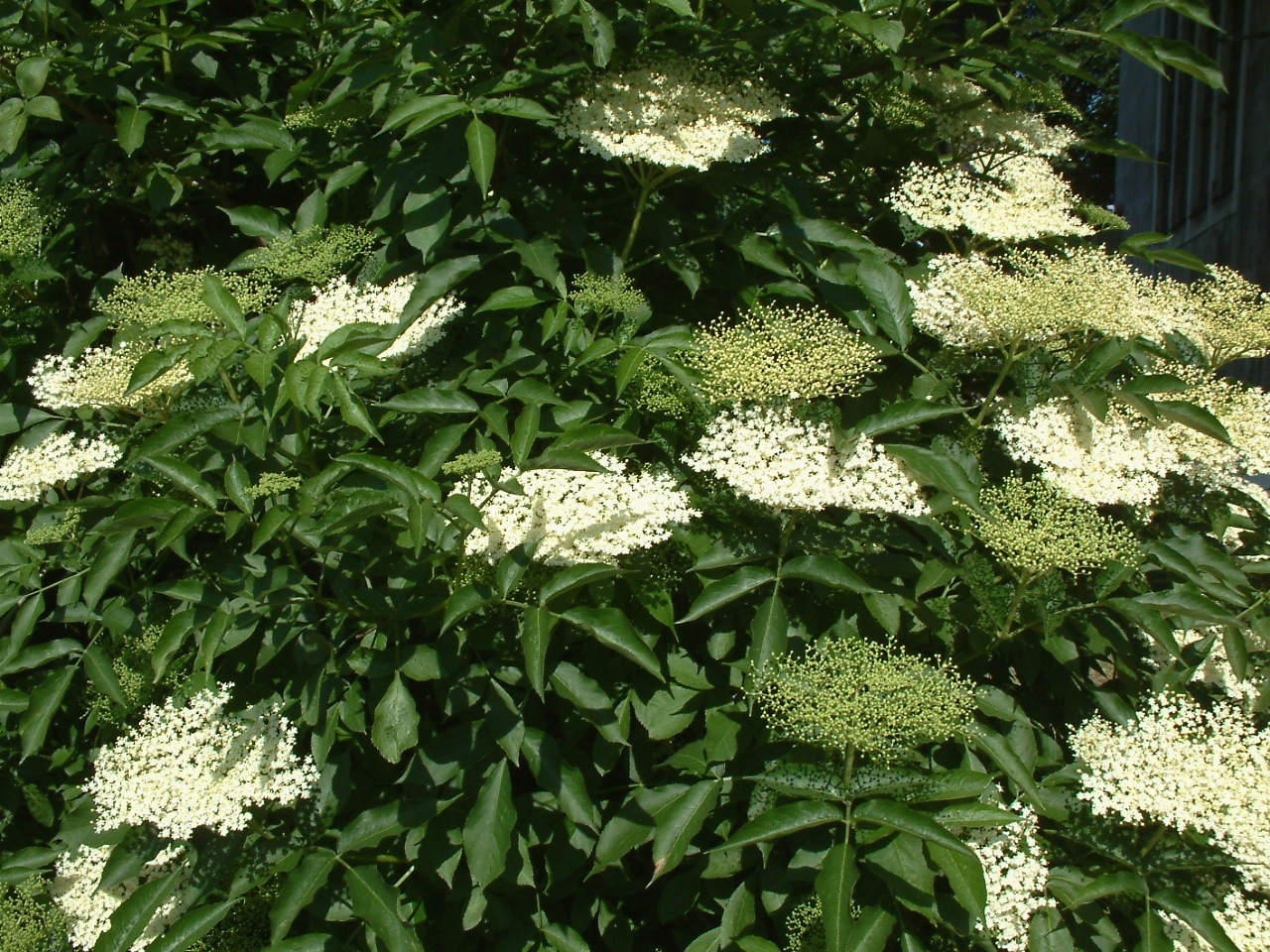
Gewone vlier

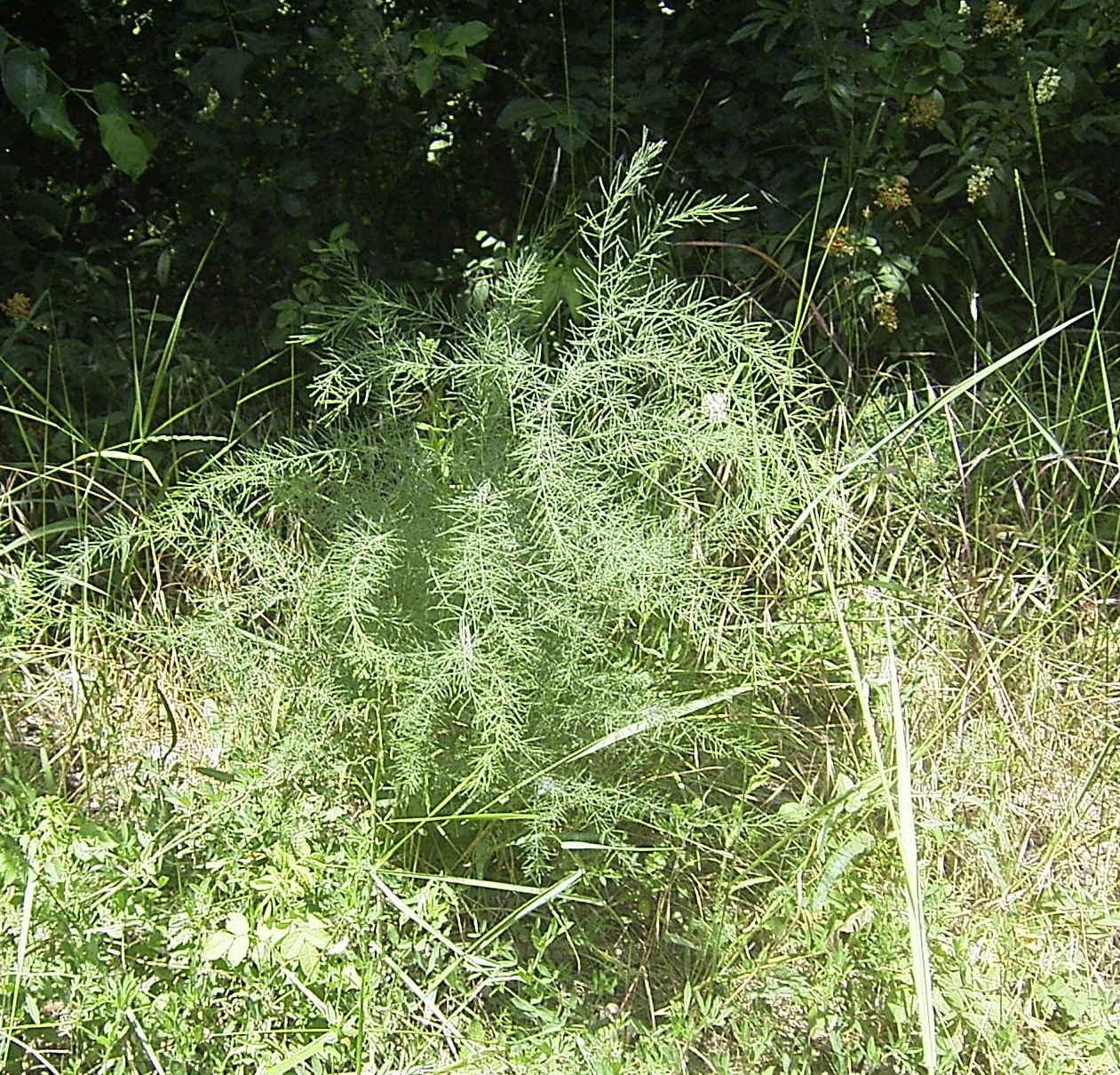
Asperge

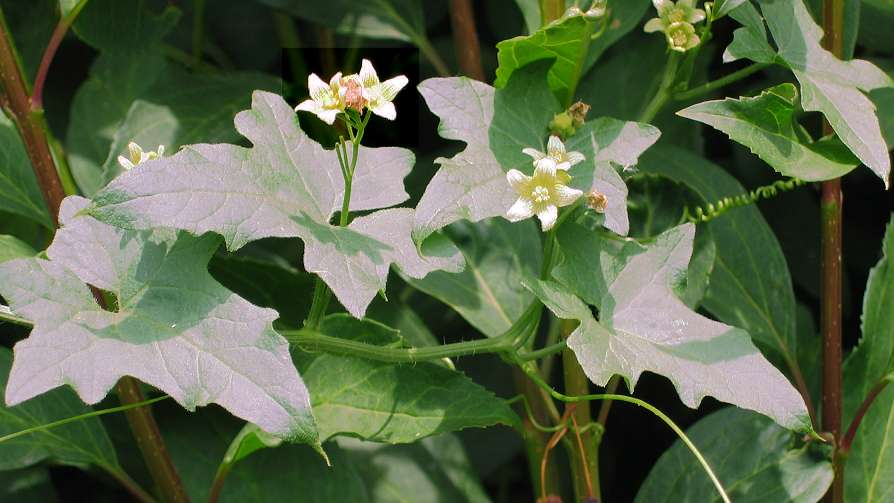
Heggenrank

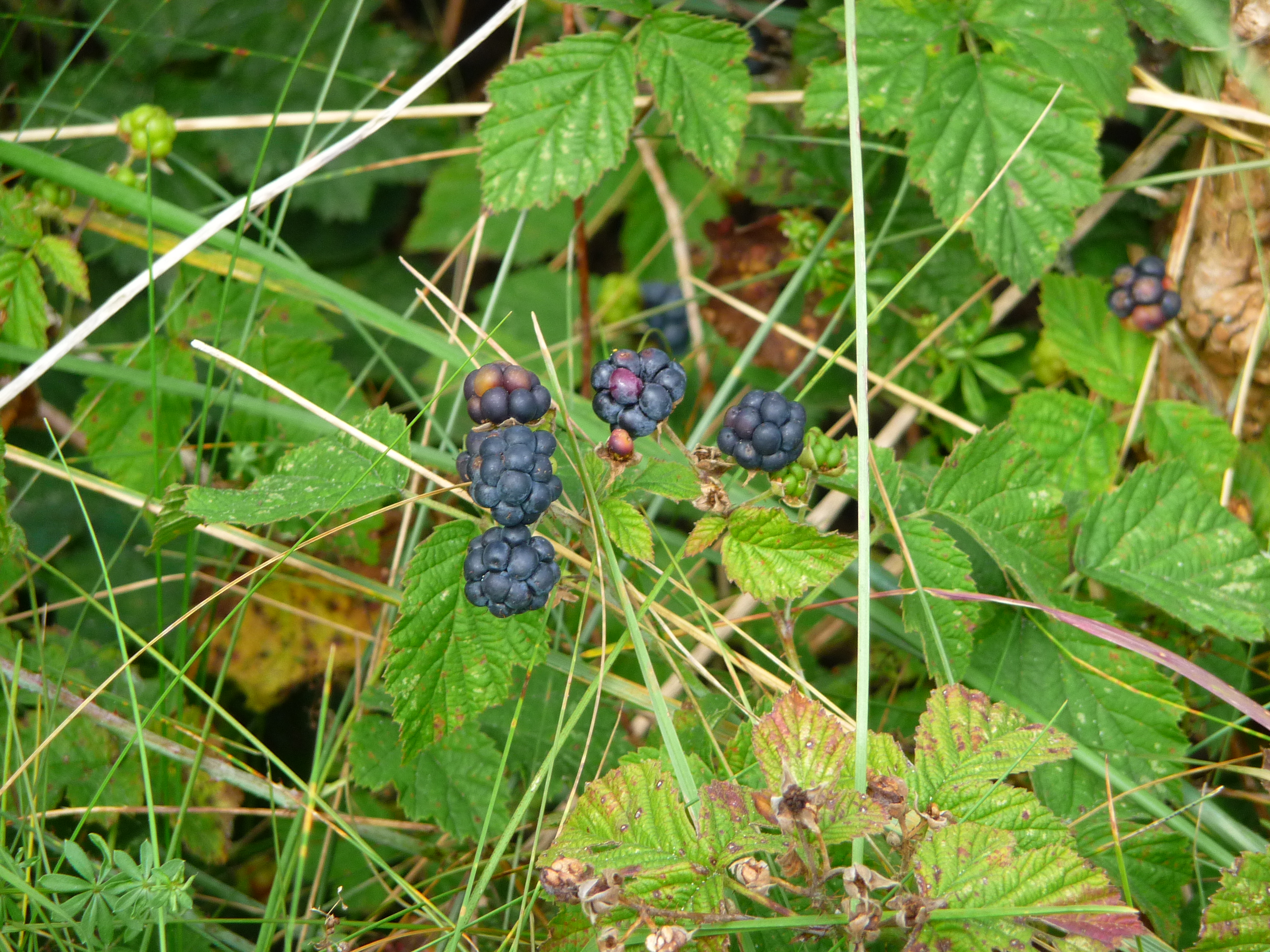
Dauwbraam

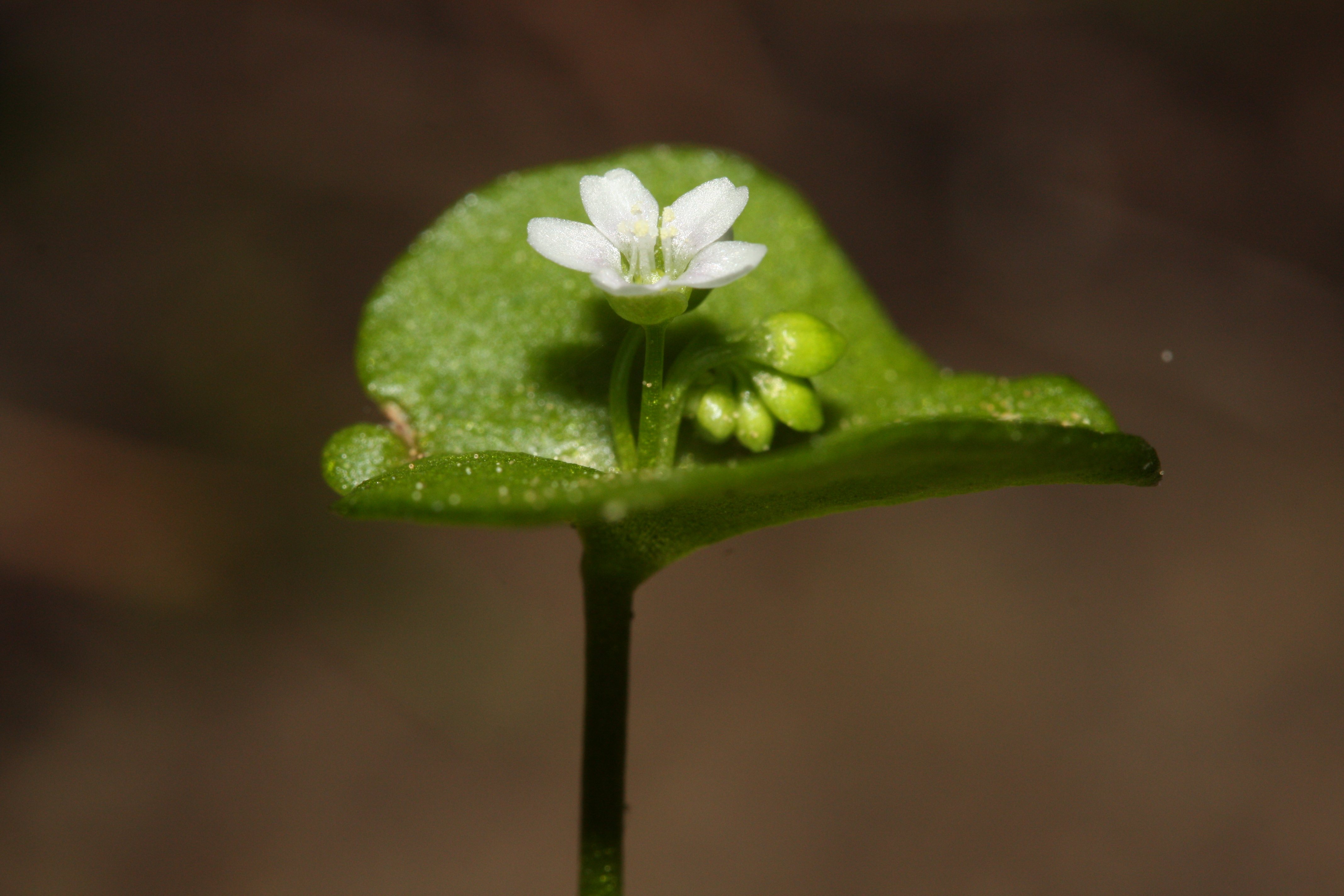
Witte winterpostelein

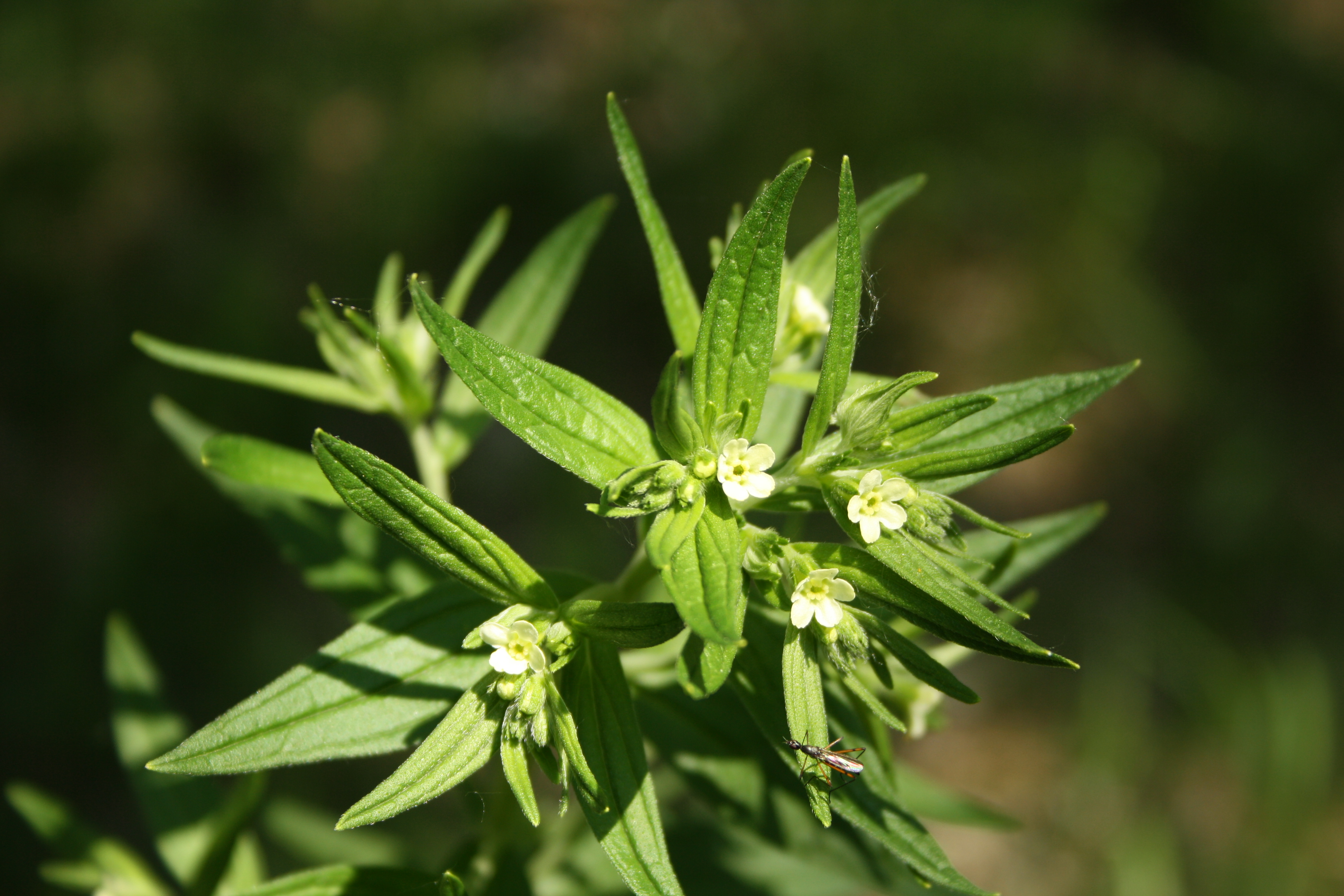
Glad parelzaad

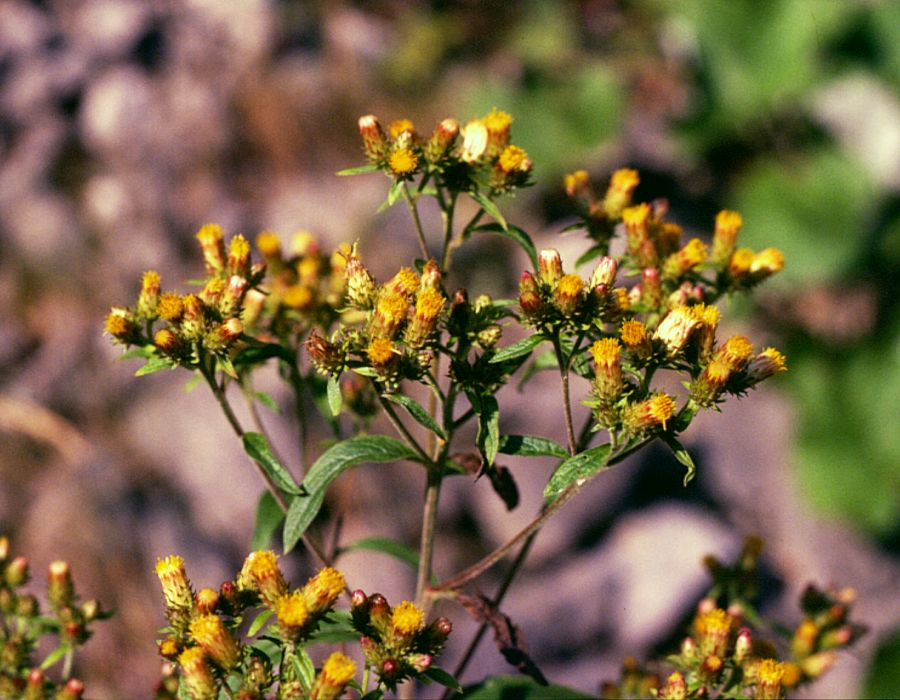
Donderkruid

De associatie van duindoorn en liguster heeft geen specifieke kensoorten, maar wordt vooral gekenmerkt door de aanwezigheid en dominantie van de verbond-kensoorten wilde liguster, duindoorn en egelantier, en het voorkomen van asperge in de kruidlaag (enkel in Nederland). Ook de klasse-kensoorten eenstijlige meidoorn, gewone vlier en heggenrank zijn in deze associatie algemeen.
De associatie telt daarnaast een aantal ruigtesoorten als de dauwbraam, grote brandnetel, veldhondstong, bitterzoet en speerdistel en planten van de duingraslanden als het geel walstro, duinriet, veldbeemdgras, jakobskruiskruid en de welriekende salomonszegel. Het geel walstro en de zandzegge vinden in deze associatie hum optimum. In de randzones kunnen zich zoomelementen zoals ruig viooltje, glad parelzaad en donderkruid vestigen.
In de onderstaande tabel staan de belangrijkste diagnostische plantentaxa van de associatie van duindoorn en liguster voor Nederland en Vlaanderen.
Struiklaag
| Kentaxon | Diff. soort | Presentie | Triviale naam        | Botanische naam      | Opmerking |
| -------- | ----------- | --------- | -------------------- | -------------------- | --------- |
| kV       |             | > 90%     | wilde liguster       | Ligustrum vulgare    |           |
| kV       |             | > 80%     | duindoorn            | Hippophae rhamnoides |           |
| kV       |             | > 40%     | egelantier           | Rosa rubiginosa      |           |
| kV       |             | < 10%     | zuurbes              | Berberis vulgaris    |           |
| kK       |             | > 50%     | eenstijlige meidoorn | Crataegus monogyna   |           |
| kK       |             | > 30%     | gewone vlier         | Sambucus nigra       |           |
| kK       |             | > 20%     | hondsroos            | Rosa canina          |           |
| kK       |             | > 10%     | wilde kardinaalsmuts | Euonymus europaeus   |           |
| kK       |             | > 10%     | wegedoorn            | Rhamnus cathartica   |           |
|          |             | > 40%     | kruipwilg            | Salix repens         |           |

Kruidlaag
| Kentaxon | Diff. soort | Presentie | Triviale naam             | Botanische naam         | Opmerking                         |
| -------- | ----------- | --------- | ------------------------- | ----------------------- | --------------------------------- |
| kV       |             | > 20%     | asperge                   | Asparagus officinalis   |                                   |
| kK       |             | > 30%     | heggenrank                | Bryonia dioica          |                                   |
|          |             | > 90%     | dauwbraam                 | Rubus caesius           |                                   |
|          |             | > 60%     | duinriet                  | Calamagrostis epigejos  |                                   |
|          |             | > 60%     | grote brandnetel          | Urtica dioica           |                                   |
|          |             | > 50%     | veldhondstong             | Cynoglossum officinale  |                                   |
|          |             | > 40%     | zandzegge                 | Carex arenaria          |                                   |
|          |             | > 40%     | veldbeemdgras             | Poa pratensis           |                                   |
|          |             | > 40%     | wilde kamperfoelie        | Lonicera periclymenum   |                                   |
|          |             | > 40%     | rood zwenkgras            | Festuca rubra           |                                   |
|          |             | > 30%     | drienerfmuur              | Moehringia trinervia    |                                   |
|          |             | > 30%     | geel walstro              | Galium verum            |                                   |
|          |             | > 30%     | speerdistel               | Cirsium vulgare         |                                   |
|          |             | > 30%     | jakobskruiskruid          | Jacobaea vulgaris       |                                   |
|          |             | > 30%     | bitterzoet                | Solanum dulcamara       |                                   |
|          |             | > 20%     | welriekende salomonszegel | Polygonatum odoratum    |                                   |
|          |             | > 20%     | kleine veldkers           | Cardamine hirsuta       |                                   |
|          |             | > 20%     | glad walstro              | Galium mollugo          |                                   |
|          |             | > 20%     | gewone eikvaren           | Polypodium vulgare      |                                   |
|          | dS          | > 20%     | gestreepte witbol         | Holcus lanatus          | subassociatie met koninginnekruid |
|          |             | > 20%     | ruw beemdgras             | Poa trivialis           |                                   |
|          |             | > 20%     | kleefkruid                | Galium aparine          |                                   |
|          |             | > 20%     | zandhoornbloem            | Cerastium semidecandrum |                                   |
|          |             | > 20%     | mannetjesereprijs         | Veronica officinalis    |                                   |
|          |             | > 10%     | vogelmuur                 | Stellaria media         |                                   |
|          | dS          |           | koninginnekruid           | Eupatorium cannabinum   | subassociatie met koninginnekruid |
|          | dS          |           | kale jonker               | Cirsium palustre        | subassociatie met koninginnekruid |
|          | dS          |           | watermunt                 | Mentha aquatica         | subassociatie met koninginnekruid |
|          |             |           | akkerdistel               | Cirsium arvense         |                                   |
|          |             |           | witte winterpostelein     | Claytonia perfoliata    |                                   |
|          |             |           | zachte haver              | Avenula pubescens       |                                   |
|          |             |           | gewone veldbies           | Luzula campestris       |                                   |
|          |             |           | ruig viooltje             | Viola hirta             |                                   |
|          |             |           | glad parelzaad            | Lithospermum officinale |                                   |
|          |             |           | donderkruid               | Inula conyzae           |                                   |

Moslaag
| Kentaxon | Diff. soort | Presentie | Triviale naam    | Botanische naam          | Opmerking |
| -------- | ----------- | --------- | ---------------- | ------------------------ | --------- |
|          |             | > 40%     | gewoon dikkopmos | Brachythecium rutabulum  |           |
|          |             | > 20%     | groot laddermos  | Pseudoscleropodium purum |           |